# 1762
1762. је била проста година.

## Догађаји

### Јул
- 9. јул — Абдицирао је руски цар Петар III Фјодорович Романов.

### Датум непознат
- Википедија:Непознат датум — Луј XV наредио изградњу Малог Тријанона, у парку Дворца Версај, за своју љубавницу, Мадам Помпадур.
- Википедија:Непознат датум — Основан град Шарлотсвил, Вирџинија
- Википедија:Непознат датум — Основан град Хамелстаун, Пенсилванија.

## Рођења

### Март
- 10. март — Јеремијас Бенјамин Рихтер, немачки хемичар (†1807)

### Август
- 12. август — Џорџ IV, британски краљ (†1830)

### Септембар
- 14. новембар — Карађорђе Петровић, српски вожд (†1817)

## Смрти

### Јануар
- 5. јануар — Јелисавета I Петровна, руска императорка

### Март
- 21. март — Никола Луј де Лакај, француски астроном

### Мај
- 26. мај — Александер Баумгартен, немачки филозоф

### Јул
- 17. јул — Петар III Романов, руски император